# Richard With

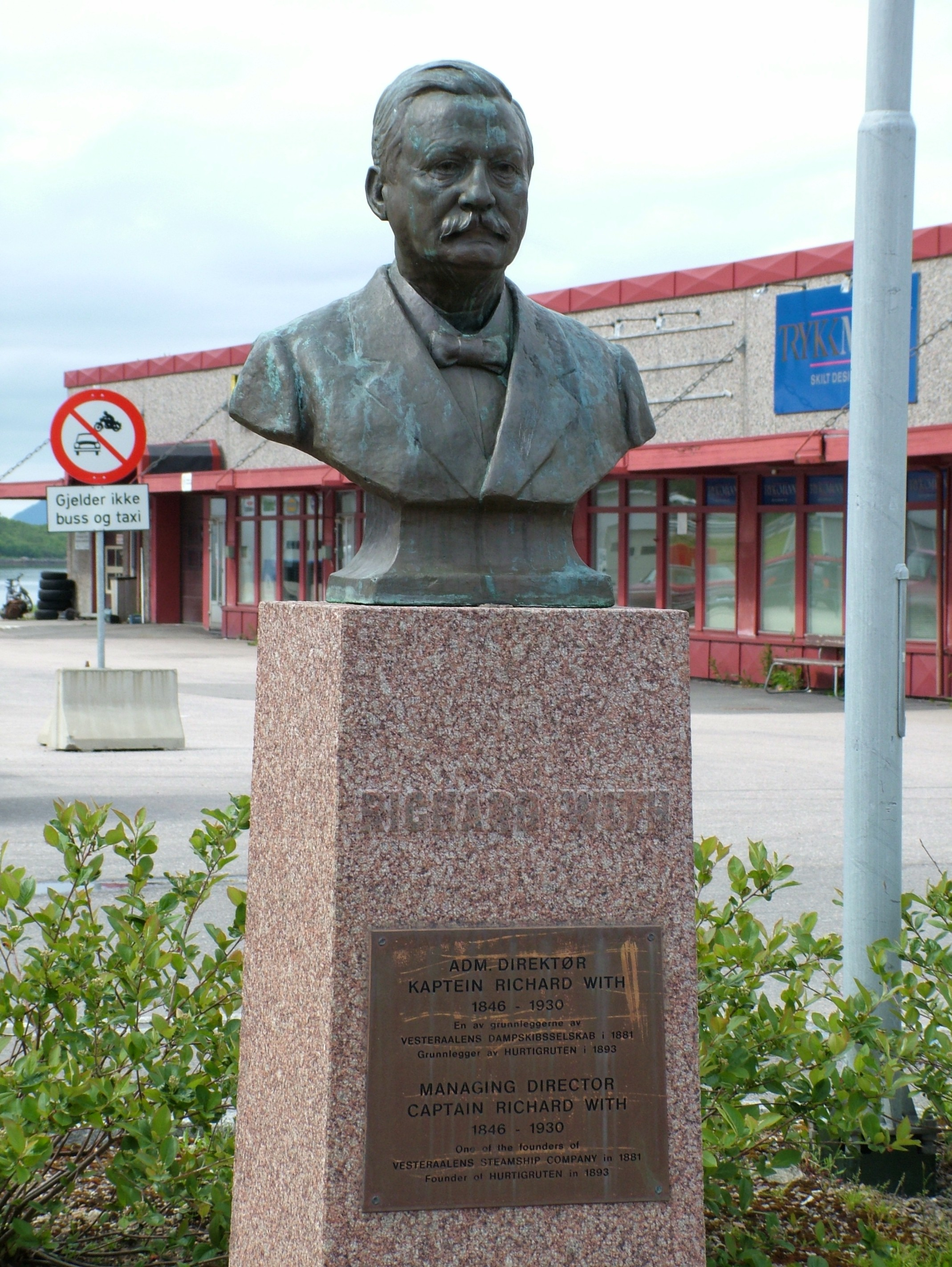
Denkmal Richard With in Stokmarknes

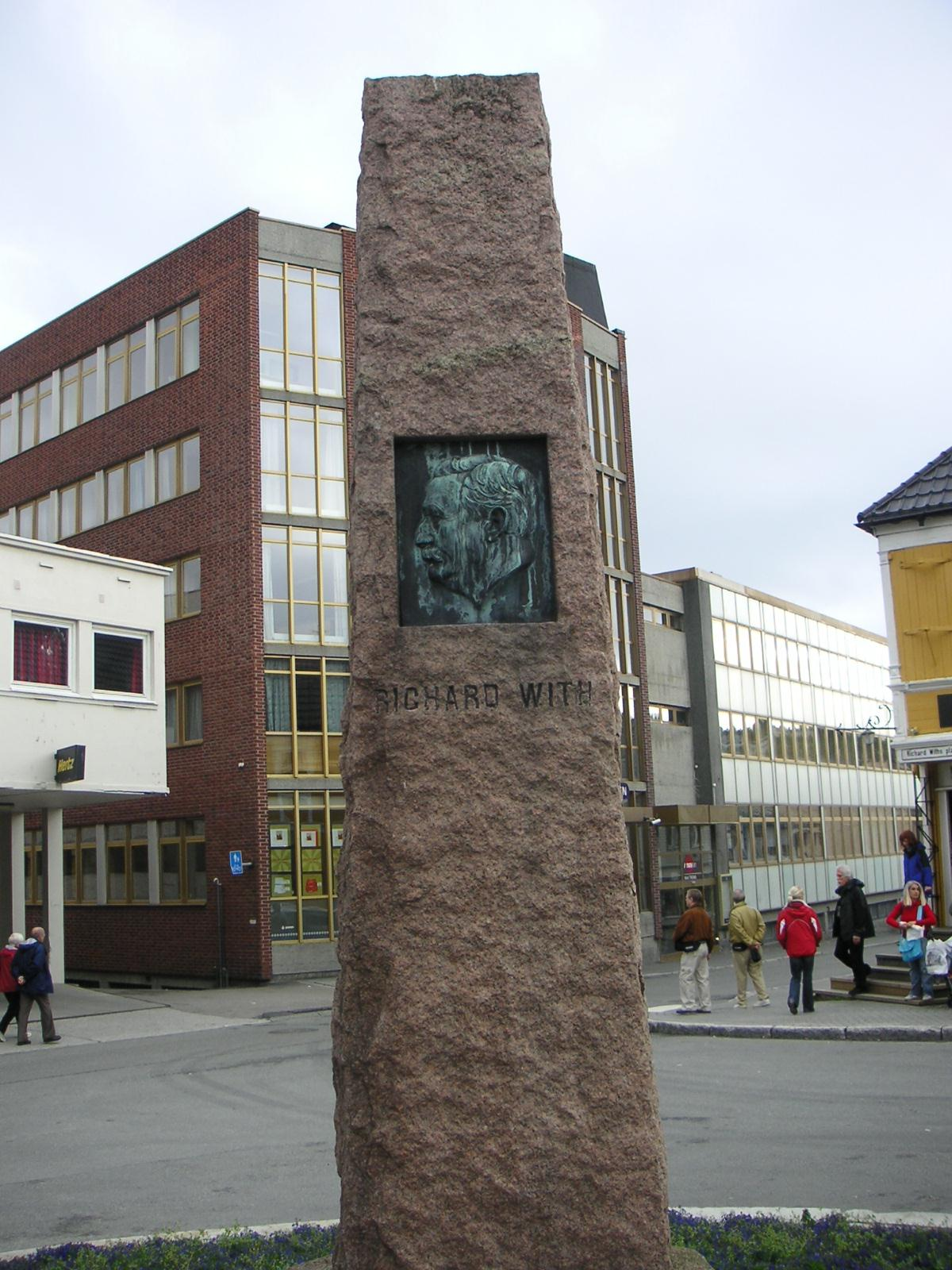
Ein weiteres Denkmal in Tromsø

Richard With (* 18. September 1846 in Tromsø; † 9. Februar 1930 in Oslo) war ein norwegischer Kapitän und Reeder. Er begründete die Postschifflinie Hurtigruten.

## Leben
Richard With wurde als fünftes von neun Geschwistern in Tromsø geboren. Schon während seiner Schulausbildung an der Lehrerhochschule in Tromsø reiste er mit seinem Vater – ebenfalls einem Kapitän auf Handelsschiffen – regelmäßig zwischen Vardø und Bergen. Nachdem er sein Steuermannsexamen in Trondheim absolviert hatte, fuhr er mehrere Jahre auf unterschiedlichen Handelsschiffen.
Im Jahr 1875 zog er nach Risøyhamn und erwarb die dortige Handelsniederlassung, die er in den Folgejahren mit kaufmännischem Geschick weiter ausbaute. Das dort erwirtschaftete Geld war Grundlage für sein erstes eigenes Schiff, das für seine, im November 1881 zusammen mit Geschäftspartnern, neu gegründete Reederei, die Vesteraalske Dampskibsselskab A/S (VDS) als D/S Vesterålen zum Einsatz kam. Mit diesem Schiff befuhr With als Kapitän die Lofotengewässer und die Küsten Norwegens und sammelte so entscheidende nautische Informationen zu den Küstengewässern.
Diese Informationen waren es, die ihm im Jahr 1891 den entscheidenden Vorsprung bei der Ausschreibung einer neuen staatlichen Postschifflinie zwischen Trondheim und Vadsø verschafften. So unternahm er am 2. Juli 1893 mit der D/S Vesteraalen die erste Hurtigrutefahrt. 1894 wurde er alleiniger Direktor „seiner“ Vesteraalske Dampskibsselskab A/S. In den Folgejahren wurde die Postschiffroute immer weiter ausgebaut und erweitert. Weitere Schiffe kamen zum Einsatz.
Im Jahre 1908 ging er 62-jährig in Pension und zog nach Oslo. Dort widmete er sich weiteren nautischen Projekten. Immer wieder führte ihn sein Weg zurück zu den Hurtigruten, wenn es z. B. dort um Neubauprojekte oder die Festlegung neuer Fahrrinnen ging. In den Jahren von 1910 bis 1912 war er Parlamentsrepräsentant in Oslo. Dort starb er im Alter von 83 Jahren am 9. Februar 1930.
Zwei Hurtigruten-Passagierschiffe wurden nach ihm benannt: Die 1909 in Dienst gestellte Richard With der Vesteraalens Dampskibsselskab und die 1993 in Dienst gestellte Richard With der Hurtigruten ASA.